# Allan Adair
Allan Henry Shafto Adair, VI baronetto (Londra, 3 novembre 1897 – Londra, 4 agosto 1988) è stato un generale inglese.

## Biografia
Era l'unico figlio di Sir Robert Shafto Adair, V baronetto, e di sua moglie, Mary Bosanquet. Ha frequentato la Harrow School (1912-1916).

## Carriera militare
Adair entrò a far parte del British Army, raggiungendo il grado di tenente il 2 maggio 1916 nel 5th (Reserve) Battalion of the Grenadier Guards. Dal dicembre 1916 ha fatto parte del Fronte occidentale, nell'ambito della 2 Company, 3rd Battalion, Grenadier Guards, con il grado di sottotenente.
Con il grado di capitano, Adair era comandante della 2 Company (22 settembre-11 novembre 1918). Dopo l'armistizio il battaglione di Adair tornò a Londra. Il 29 settembre 1923 fu promosso capitano. È stato promosso a maggiore il 22 maggio 1932, e restituito al 3rd Battalion, servendo come secondo in comando fino all' 11 aprile 1940, pochi mesi dopo lo scoppio della seconda guerra mondiale. Dopo un breve periodo come Capo Istruttore, è tornato al suo reggimento l'8 maggio 1940 dove è stato nominato comandante del 3rd Battalion con il grado di tenente colonnello.
Adair è stato promosso a tenente colonnello il 19 settembre 1940, e il 17 Ottobre è stato nominato comandante della 30th Independent Infantry Brigade e della Guards Armoured Division, il 15 settembre 1941, con il grado di brigadiere.
Dal 12 settembre 1942 al dicembre 1945 è stato responsabile del comando della Guards Armoured Division, ricevendo la promozione a colonnello il 30 giugno 1943. Prese parte all'Operazione Overlord. Dopo la resa tedesca, nel maggio 1945, la divisione è rimasta come parte delle forze di occupazione, ma il 12 giugno 1945 è stata trasformata in una divisione di fanteria.
Dal dicembre 1945 fino al 14 novembre 1946, Adair servì come comandante generale della 13th Infantry Division, con sede in Grecia durante la guerra civile e la promozione a maggior generale il 25 luglio 1946. Si ritirò dall'esercito nel 1947.
Massone, fu membro della Household Brigade Lodge No. 2614 e dal 1969 al 1976 fu vice Gran Maestro della Gran Loggia unita d'Inghilterra,.

## Matrimonio
Sposò, il 28 aprile 1919, Enid Viola Ida Ward (1897-1984), figlia di William Ward. Ebbero cinque figli:
- Desmond Allan Shafto Adair (10 aprile 1920-10 novembre 1943);
- Robert Dudley Shafto Adair (15 marzo 1923-11 giugno 1925);
- Bridget Mary Adair (4 settembre 1928), sposò Jeffrey Darell, ebbero tre figli;
- Juliet Enid Adair (19 giugno 1930), sposò Edward FitzGerald, ebbero due figli;
- Annabel Viola Adair (23 gennaio 1937)[3].

Adair succedette al padre come VI baronetto il 9 ottobre 1949, ereditando la casa di famiglia di Flixton Hall, nel Suffolk. Tuttavia, i costi del suo mantenimento e della manutenzione, in combinazione con le pesanti tasse di successione, costrinsero a vendere la proprietà nel 1950. Fu demolita nel giro di due anni. Adair poi si stabilì nel villaggio di Raveningham.

## Morte
Ha servito come governatore del Harrow School (1947-1952), è stato il colonnello della Grenadier Guards (1961-1974), fu pure vice tenente per la Contea di Antrim e giudice di pace per la contea di Suffolk.
Morì il 4 agosto 1988, all'età di 90 anni.